# Jean Delumeau
Jean Delumeau, nacido Jean León Marie Delumeau (Nantes, 18 de junio de 1923-Brest, 13 de enero de 2020) fue un historiador francés especialista en actitudes religiosas, ante todo del cristianismo, principalmente en el periodo del Renacimiento.

## Biografía
Antiguo alumno de la Escuela Normal Superior, catedrático de Historia, fue miembro de la Escuela francesa de Roma y doctor en Letras. Ha ejercido la enseñanza de la historia en la Escuela Politécnica, en la Universidad de Rennes, en la École des hautes études en sciences sociales y en la Universidad Paris I - Panthéon-Sorbonne.
Ejerció también la docencia en el Collège de France, donde fue elegido en 1975 para una cátedra de historia de las mentalidades religiosas en el Occidente moderno. Fue miembro de la Académie des inscriptions et belles-lettres y del comité de patronaje de la Coordinación francesa para el Decenio de la cultura de paz y la no violencia.
Entre sus obras destacadas se encuentran los tres volúmenes académicos Historia del paraíso (1992-2000).
Falleció a los noventa y seis años en Brest (Francia). Delumeau preparó un texto para ser leído en su funeral.

## Obras
- Naissance et affirmation de la réforme
- Le catholicisme entre Luther et Voltaire
- Rome au XVIème siècle
- La civilisation de la renaissance (Grand Prix Gobert de l'Académie française, 1968)
- L'Italie de Botticelli à Bonaparte
- Le christianisme va-t-il mourir ? (Grand Prix catholique de littérature 1977)
- Le fait religieux (obra colectiva),
- La religion de ma mère
- La peur en Occident, XIVe-XVIIIe siècle, Fayard, Paris 1978
- Le Péché et la peur, la culpabilisation en Occident (XIIIe-XVIIIe siècle), Fayard, Paris 1983
- Rassurer et protéger
- L'aveu et le pardon. Les difficultés de la confession XIIIe-XVIIIe siècle, Fayard, Paris 1990
- Une histoire du paradis
  - Tomo 1: Le jardin des délices, 1992
  - Tomo 2: Mille ans de bonheur, 1995
  - Tomo 3: Que reste-t-il du paradis?, 2000
- Une histoire de la Renaissance, 1999
- Guetter l'aurore, 2003
- Un christianisme pour demain, 2003
- Le Mystère Campanella, 2008

## Obras en castellano
- El miedo en Occidente (Taurus)
- En busca del paraíso (Fondo de cultura económica)
- El misterio de Campanella (Akal)
- El cristianismo del futuro (Ediciones Mensajero)
- La confesión y el perdón (Altaya)
- El caso Lutero (Caralt)
- "La reforma" (Editorial Labor, 1973)